# Kirchbergbach (Speltach)
Der Kirchbergbach ist ein unter einen Kilometer langer Bach auf der Grenze der Teilgemarkungen Oberspeltach und Gründelhardt der Gemeinde Frankenhardt im Landkreis Schwäbisch Hall im nordöstlichen Baden-Württemberg, der zwischen Oberspeltach und Fichtenhaus von rechts und Westsüdwesten in die obere Speltach mündet.

## Geographie

### Verlauf
Der Kirchbergbach läuft in der Mitte einer flachen, sich mäßig bis an die Aue der Speltach ausweitenden natürlichen Talmulde in einem Graben neben einem im 20. Jahrhundert befestigten Wirtschaftsweg. Er entspringt gewöhnlich auf etwa 442 m ü. NHN am Kirchberg etwa einen Viertelkilometer östlich der diese kleine Hochebene überquerenden K 2639 Oberspeltach–Banzenweiler im schon an dieser Straße auf etwa 448 m ü. NHN einsetzenden Weggraben, der oberhalb nur selten Wasser führt. Nach weniger als hundert Metern und dann noch einmal nach gut einem Drittel seines Weges passiert er eine kleine Baumgruppe an der anderen Straßenseite, ansonsten ist der Lauf baum- und strauchlos. Zunächst grenzen Äcker an Weg und Graben, bald schon Wiesen, über denen am rechten Hang auf einem heute manchmal mit Schafen beweideten Grundstück am Betzenbuck  einige hohe Eichen stehen mit einer dichten Feldhecke auf einem Teil des Geländes.
Nach dem Eintritt in die Speltachaue kehrt sich der begleitende Weg weniger als hundert Meter nach Südosten vom Lauf ab, der selbst dort nach Nordosten abknickt und dann auf etwa 418 m ü. NHN zwischen Oberspeltach und Fichtenhaus, die beide auf der anderen Seite des kleinen Flusses liegen, von rechts und Westsüdwesten in die obere Speltach. Einen Steinwurf weiter aufwärts mündet der Breitbach von gegenüber.
Der Kirchbergbach hat keine Zuflüsse. Er mündet nach einem 0,8 km langen Weg mit mittleren Sohlgefälle von etwa 29 ‰ etwa 24 Höhenmeter unterhalb seines gewöhnlichen Ursprungs.

### Einzugsgebiet
Der Kirchbergbach entwässert ein etwa 0,3 km² großes Einzugsgebiet, das naturräumlich gesehen zum Unterraum Burgberg-Vorhöhen und Speltachbucht der Schwäbisch-Fränkischen Waldberge gehört. Es liegt ganz in offener Flur, die im Westen unterm Pflug steht und im Osten Grünland umfasst. Im östlichen Teil gibt es außer den erwähnten Baumgruppen an wenigen Stellen am Hang Reste von Obstwiesen.
Geologisch liegt das Gebiet im Gipskeuper (Grabfeld-Formation). Die nirgends eine Höhe von auch nur 452 m ü. NHN erreichende Hochfläche, die das westlichste Einzugsgebiet umfasst und sich ostwärts zu wie eine Klammer um die Talmulde beidseits auf die Sporne erstreckt, ist durch die in ihrem Untergrund liegende dünne, aber durch Dolomitisierung erosionsresistente Corbula-Schicht sehr flach. In der Aue der Speltach durchquert der Kirchbergbach dann das sie begleitende Auenlehmband.
Dem ihn begleitenden Weg und mündungsnah dann dem Bach selbst folgt die Gemarkungsgrenze zwischen den Ortsteilen Oberspeltach (linksseits) und Gründelhardt (rechtsseits) der Gemeinde Frankenhardt, auf die sich das Einzugsgebiet etwa hälftig aufteilt. Es ist nirgends besiedelt.

### LUBW
Amtliche Online-Gewässerkarte mit passendem Ausschnitt und den hier benutzten Layern: Lauf und Einzugsgebiet des Kirchbergbachs

Allgemeiner Einstieg ohne Voreinstellungen und Layer: Daten- und Kartendienst der Landesanstalt für Umwelt Baden-Württemberg (LUBW) (Hinweise)
1. 1 2 3  Höhe nach dem Höhenlinienbild auf dem Hintergrundlayer Topographische Karte.
2. ↑  Länge nach dem Layer Gewässernetz (AWGN).
3. ↑  Einzugsgebiet abgemessen auf dem Hintergrundlayer Topographische Karte.

### Andere Belege
1. ↑  Wolf-Dieter Sick: Geographische Landesaufnahme: Die naturräumlichen Einheiten auf Blatt 162 Rothenburg o. d. Tauber. Bundesanstalt für Landeskunde, Bad Godesberg 1962. → Online-Karte (PDF; 4,7 MB)
2. ↑  Geologie nach der unter → Literatur aufgeführten geologischen Karte. Einen gröberen Überblick verschafft auch: Mapserver des Landesamtes für Geologie, Rohstoffe und Bergbau (LGRB) (Hinweise)